# قهرمان فدراسیون روسیه
قهرمان فدراسیون روسیه (به روسی: Герой Российской Федерации) بالاترین عنوان افتخار از فدراسیون روسیه است. به گیرندگان این نشان یک مدال طلا نیز اعطا می‌شود.
این عنوان نخستین بار در سال ۱۹۹۲ پایه‌گذاری شد و بعد از آن بیش از ۹۷۰ بار اعطا شد که بیش از ۴۴۰ مورد از آن بعد از مرگ دریافت‌کننده بود.

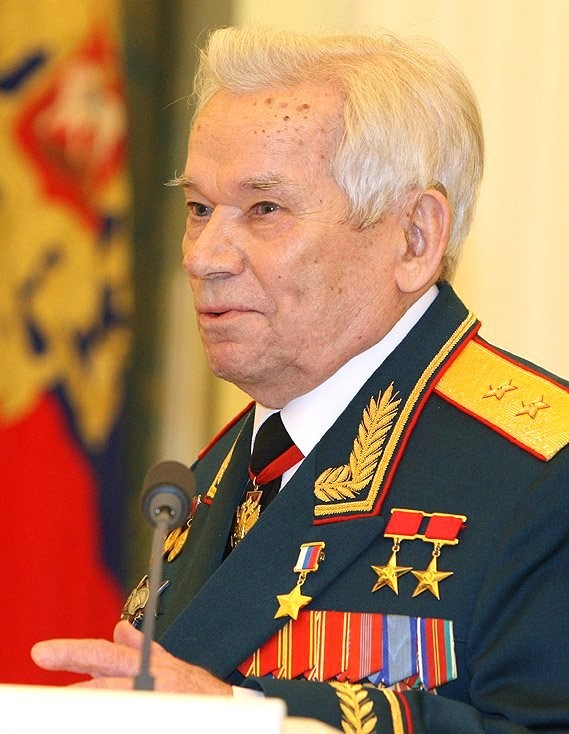
میخائیل کلاشنیکف طراح اسلحه کلاشنیکف در حالیکه یک مدال قهرمانی فدراسیون روسیه و دو مدال قهرمان کار سوسیالیست را بر سینه دارد